# تپه گوشا تپه لر
تپه گوشا تپه لر مربوط به سده‌های اولیه و میانه دوران‌های تاریخی پس از اسلام است و در شهرستان ایجرود، بخش مرکزی، دهستان گلابر، روستای گلابر، ۳۳۰ متری جنوب روستا واقع شده و این اثر در تاریخ ۱۵ دی ۱۳۸۷ با شمارهٔ ثبت ۲۴۰۵۱ به‌عنوان یکی از آثار ملی ایران به ثبت رسیده است.